# Jakob Kehlet
Jakob Kehlet, er en dansk fodbolddommer, der siden 2009 har dømt kampe i den danske Superliga. Siden 2011 har han været det internationale fodboldforbund FIFA til at dømme i internationale kampe. Internationalt er han indrangeret som kategori 1-dommer, og dermed den danske fodbolddommer der er højest rangeret internationalt
Jakob Kehlet har 8 gange været nomineret til Årets Dommer ved Dansk Fodbold Award (2009, 2010, 2011, 2012, 2014, 2015, 2016 og 2017), og vandt titlen i 2016
Han stammer oprindeligt fra Lystrup (10 kilometer nord for Århus) og er i dag bosiddende i Århus-forstaden Risskov, og han har derfor selv valgt ikke at dømme AGF's kampe for at undgå spekulationer om inhabilitet 
Jakob Kehlet er bror til den mangedobbelte danske mester i standarddans og dobbelte verdensmester Tania Kehlet.
Jakob Kehlet fik sin debut da han i september 2018 dømte sin første Champions League gruppespilskamp. Dette var i øvrigt første gang i 6 år en dansk dommer dømte en gruppespils kamp i UEFA fineste klubturnering.

## Karriere
Jakob Kehlet startede med at dømme fodbold som 15-årig. I efteråret 2004 rykkede rykkede han op i Danmarksserien. Derefter blev det til en enkelt sæson i Anden Division og 3 sæsoner i Første Division, inden han i 2009 blev rykket det sidste skridt op i landets bedste række, Superligaen. .

### 2009/2010
I sin første sæson i Superligaen (2009/2010) blev det til 12 kampe for Kehlet. Han debuterede d. 26. juli 2009 med kampen Silkeborg IF og FC Midtjylland 4-0. På baggrund af sine præstationer i 2009 blev Jakob Kehlet nomineret til Årets Dommer ved Dansk Fodbold Award.

### 2010/2011
I sæsonen 2010/2011 har Kehlet ved vinterpausen dømt 7 kampe i Superligaen. Kampe der har medført, at han for andet år i træk var nomineret til Årets Dommer. Fra foråret 2011 er han udnævnt til category 4 FIFA-dommer, der er det laveste niveau for internationale dommere.

### 2011/2012
Kehlet var for tredje år i træk nomineret til titlen som Årets Fodbolddommer ved Dansk Fodbold Award 2011, for sine præstationer i løbet af sæsonen. Titlen som årets dommer gik dog til Henning Jensen. Fra 2012 er han af det europæiske fodboldforbund UEFA avanceret til at være kategori 2-dommer.

### 2012/2013
For fjerde år i træk var Kehlet nomineret til titlen som Årets Fodbolddommer for sine præstationer i løbet af året, hvor han blandt andet dømte to udgaver af New Firm mellem FC København og Brøndby IF. Titlen gik dog til Kenn Hansen.

## Statistik
| Sæson   | Antal kampe | Total advarsler ! Advarsler pr. kamp | Total udvisninger | Udvisninger pr. kamp |      |
| ------- | ----------- | ------------------------------------ | ----------------- | -------------------- | ---- |
| 2009/10 | 12          | 26                                   | 2,17              | 1                    | 0,08 |
| 2010/11 | 14          | 27                                   | 1,93              | 3                    | 0,21 |
| 2011/12 | 18          | 72                                   | 4,00              | 1                    | 0,06 |
| 2012/13 | 15          | 50                                   | 3,33              | 3                    | 0,20 |
| Total   | 59          | 175                                  | 2,97              | 8                    | 0,14 |

Opdateret pr. 11. marts 2013